# Олаф Шолц
О̀лаф Шолц (на немски: Olaf Scholz; род. на 14 юни 1958 г. в Оснабрюк) е германски политически и държавен деец. Член е на СДПГ.
От 8 декември 2021 г. е федерален канцлер на Германия. Преди това е последователно федерален  министър на труда и социалните въпроси (2007 – 2009), първи кмет на Хамбург (2011 – 2018), федерален вицеканцлер и министър на финансите на Германия от 2018 до 2021 г.

## Биография
Шолц става член на СДПГ през 1975 г., още като ученик в средното училище, където участва в Jusos (съкращение от „Млади социалисти“), младежката организация на СДПГ. От 1982 до 1988 г. е заместник на федералния председател на Jusos, от 1987 до 1989 г. също е вицепрезидент на Международния съюз на социалистическата младеж.
По време на работата си в Jusos поддържа Freudenberger Kreis (крилото Stamokap на университетските групи Jusos), а също списанието SPW, като в статиите си пропагандира „преодоляване на капиталистическата икономика“. В него критикува „агресивно-империалистическата Организация на Северноатлантическия договор“, Федералната република като „европейската опора на големия бизнес“ и социално-либералната коалиция, която поставя „непременното запазване на властта над всякакви форми на съществени спорове“.
През 1985 г. Шолц завършва Хамбургския университет, става специалист по трудово право.
Председател е на районната асоциация на СДПГ в хамбургския район Алтона от 1994 до 2000 г. и председател на организацията на СДПГ в Хамбург от 2000 до 2004 г. Изпълнителен директор е на партията от 2001 до 2019 г. и генерален секретар от 2002 до 2004 г. От 2001 до 2019 г. е член на изпълнителния орган на партията СДПГ на разни длъжности, заместник на федералния председател на партията от 2009 до 2019 г. След като претърпява поражение на изборите за председател на СДПГ през 2019 г., повече не се кандидатира за длъжността заместник на федералния председател.
Шолц е депутат в германския Бундестаг от 1998 до 2001 г. и от 2002 до 10 март 2011 г. На 13 октомври 2005 г. е избран за първи парламентарен управляващ директор от парламентарната група на СДПГ. Заема тази длъжност до назначаването му на длъжността федерален министър на труда и социалната политика на 21 ноември 2007 г.
Освен това, преди да стане член на правителството, Шолц е член на парламентарния контролен комитет на бундестага, който наблюдава работата на специалните служби. На 22 октомври 2009 г. парламентарната група на СДПГ го избира сред своите 9 заместник-председатели. Напуска тази длъжност заедно с мандата си в Бундестага на 10 март 2011 г., след като е избран за първи кмет на Хамбург 3 дни преди това.
От ноември 2007 г. до октомври 2009 г. заема длъжността министър на труда и обществените работи на Германия.
От 6 ноември 2009 г. до 24 март 2018 г. отново заема длъжността председател на организацията на СДПГ в Хамбург. От 2009 до 2011 г. е заместник-председател на парламентарната група на СДПГ.
Бидейки председател на регионалната организация на СДПГ в Хамбург, печели регионалните избори на 20 февруари 2011 г. и става първи кмет (Erster Bürgermeister), на града-провинция Хамбург. Тъй като градът е федерална провинция, тази длъжност съответства и на длъжността премиер-министър в другите федерални провинции на Германия.
Президиумът и ръководството на СДПГ на 13 февруари 2018 г. назначават Олаф Шолц за временно изпълняващ длъжността председател на партията.
На 13 март 2018 г. Шолц подава оставка от длъжността бургомистър на Хамбург и от 14 март 2018 г. става вицеканцлер и министър на финансите в коалиционното правителство на Ангела Меркел.
След оставката на Мартин Шулц на 13 февруари 2018 г. Шолц става изпълняващ длъжността председател на СДПГ. В същото време председателката на парламентарната група Андреа Налес е предложена от президиума за следващ наследник. Срещу незабавното ѝ назначаване обаче за временно изпълняващ длъжността председател на партията има някои правни и политически възражения. Шолц приключва изпълнението на задълженията на председател на СДПГ с избирането на Налес за лидер на партията на 22 април 2018 г.
През юни 2019 г. Шолц отначало изключва кандидатурата си за длъжността председател на партията след оставката на Андреа Налес. Той пояснява, че едновременната работа като федерален министър на финансите и председател на партията е „невъзможна от гледна точка на времето“. През август Шолц обявява, че иска да се кандидатира за длъжността председател на партията в партньорство с Клара Хейвиц. Оправдава това с факта, че много от тези, които е смятал за подходящи, не са се кандидатирали за длъжността, което влече след себе си отговорност. Двойката Клара Хайвиц и Олаф Шолц получава след първия рунд 22,7 % – най-високия резултат сред 6-те двойки кандидати, участвали в изборите. Във втория тур на изборите влиза заедно с двойката на 2-ро място Саския Ескен и Норберт Валтер-Боржанс, получила 21,0 % от гласовете. На 30 ноември 2019 г. е обявено, че Ескен и Валтер-Боржанс набират във втория тур 53,1 %, а Хайвиц и Шолц – 45,3 % от гласовете.
На 10 август 2020 г. по предложение на председателите Саския Ескен и Норберт Валтер-Боржанс ръководителят на партията СДПГ издига Шолц за кандидат за бундесканцлер на федералните избори през 2021 г. Същевременно той е най-популярният политик на СДПГ в допиванията, но предизвиква спорове сред лявото крило на партията. На проведената онлайн партийна конференция на 9 май 2021 г. Шолц е утвърден за кандидат за длъжността федерален канцлер с 96,2 % от подадените гласове.
На 30 октомври 2021 г. на парламентарните избори Шолц отново е избран за депутат в Бундестага.

### Федерален канцлер
На 8 декември 2021 г. Шолц е избран за федерален канцлер на Германия с гласовете на 395 депутати. На 16 декември 2024 г. след провален вот на доверие правителството на Шолц е свалено.